# Natica tedbayeri
Natica tedbayeri är en snäckart som beskrevs av Alfred Rehder 1986. Natica tedbayeri ingår i släktet Natica och familjen borrsnäckor. Inga underarter finns listade i Catalogue of Life.